# 阿卜杜拉赫曼·韦济罗夫
阿卜杜拉赫曼·哈利勒奥格雷·韦济罗夫（俄语：Абдурахман Халил оглы Везиров，1930年5月26日—2022年1月10日），阿塞拜疆人，苏联党和国家领导人，外交官。曾任苏联驻尼泊尔、巴基斯坦特命全权大使、阿共中央第一书记等职。

## 生平
- 1930年5月26日出生于巴库市基洛夫区比纳加迪村的一个没落贵族家庭。幼年对政治感兴趣并学习英语。
- 1947年高中毕业后考入莫斯科国际关系学院。但因家庭原因进入阿塞拜疆工业学院能源系学习。
- 1952年毕业，同年加入苏联共产党。
- 1953年，阿塞拜疆工业学院工程系研究生。
- 1954年-1955年，阿塞拜疆共青团中央宣传鼓动部书记。
- 1955年-1956年，阿塞拜疆共青团中央第二书记。
- 1956年-1959年，阿塞拜疆共青团中央第一书记。
- 1959年-1970年，苏联共青团中央委员会书记。
- 1970年-1974年，阿共基洛瓦巴德市委第一书记。
- 1974年-1976年，阿共中央委员会工业部长。
- 1976年-1979年，驻印度加尔各答总领事馆领事。
- 1979年9月-1985年6月，驻尼泊尔王国特命全权大使。
- 1985年5月-1988年7月，驻巴基斯坦伊斯兰共和国特命全权大使，参与阿富汗撤军谈判。
- 1988年5月-1990年1月，阿共中央第一书记。任内试图缓和纳卡问题以及与亚美尼亚的紧张关系，但最终失败。
- 1990年1月起退休，此后一直居住在莫斯科。苏联解体后一度被阿塞拜疆政府通缉。
- 2009年出版回忆录《我的外交生涯》。
- 2022年1月10日于莫斯科逝世，享年91岁。葬于特罗耶库罗夫公墓。

韦济罗夫是苏共21，24大代表，第19次代表会议代表；第8届苏联最高苏维埃民族院代表；第4-5,9届阿塞拜疆苏维埃社会主义共和国最高苏维埃代表。

## 荣誉
- 十月革命勋章
- 劳动红旗勋章
- 荣誉勋章
- 各民族人民友谊勋章